# ラッセル・ロング
ラッセル・ビリウ・ロング（英語: Russell Billiu Long, 1918年11月3日 - 2003年5月9日）は、アメリカ合衆国の政治家。1948年から1987年までルイジアナ州選出のアメリカ合衆国上院の民主党議員として務めた。1948年11月に上院議員に選出されたが、当時は両親がそれぞれ上院議員を務めた合衆国史上唯一の人物であった。

## 生涯

### 生い立ちおよび初期の経歴
ルイジアナ州シュリーブポートに生まれる。父はルイジアナ州知事と連邦上院議員を歴任したヒューイ・ロングであり、母は夫の暗殺後に上院議員をおよそ1年間務めたローズ・マコーネル・ロングであった。バトンルージュのルイジアナ州立大学で学び、学士号と法律学位を受けた。大学で彼はデルタ・カッパ・イプシロン友愛会のメンバーだった。第二次世界大戦中は海軍将校であった。
ロングは、29歳で上院議員に選出され、合衆国憲法で規定されている上院で務められる年齢の30歳になるまでに半年待ったラッシュ・ホルト（民主党-ウエストバージニア州）を除いては、おそらくこれまでで最も若い合衆国上院議員である。ロングは辛うじてこの規定をクリアした。1948年11月2日に上院に選出された時、彼は29歳で、30歳の誕生日の1日前であった。しかし12月31日までは就任せずに、リンドン・ジョンソンとヒューバート・ハンフリーを含む1948年の上院議員組の他の者よりも数日だけ先に就任した。上院議員に立候補する前に、ロングは1948年に知事職に戻った叔父のアール・ロングの策定弁護士として務めていた。

### 1948年の選挙
民主党のジョン・オヴァートンの死による上院補欠選挙に勝つために、ロングは最初にミンデンのロバート・ケノン判事を民主党予備選挙で264,143票（51%）対253,668票（49%）で破った。票差はわずか10,475票であった。次にロングは、シュリーヴポートの共和党クレム・S・クラークを306,337（75%）対102,339（25%）で抑えた。クラークは、現代のルイジアナ州の歴史で最初の共和党の上院議員指名候補で、アイビーリア郡、カドー郡、ラファイエット郡、イーストバトンルージュ郡を制した。
クラークは、ルイジアナ州のハリー・トルーマンとストロム・サーモンド両方の候補者名簿にロングが立候補することを禁じるよう裁判所に申し立てたが 、彼は裁判官の説得に失敗し、両方の候補者名簿でのロングの票はカウントされた。当時副知事に立候補していたビル・ドッドによると、人種隔離主義者で保守系の民主党州中央委員会のプラークミンズ郡のレンダー・ペレス判事は、公式の「ルイジアナ民主党」上院議員指名候補としてクラークを指名する識者を求めていた。ペレスがその戦略を追い求めたなら、クラークはサーモンドとデューイの人気を合体させて議席を得たかもしれない。アール・ロング知事は、ラッセル・ロングが「ルイジアナ民主党」の位置で立候補をすることを確認するため、ペレスに他の重要な事柄でペレスと和解した、とドッドは主張した。
1948年の選挙は残り2年の任期のものであったため、ロングは彼の最初の完全な6年の任期のために1950年に再び出馬した。その年、彼は強くない共和党の対立候補で、ニューオーリンズの実業家のチャールズ・S・ガースに、220,907（87.7%）対30,931（12.3%）で勝った。

### 税法の専門家
ロングは彼の下院の同僚、アーカンソー州選出の伝説のウィルバー・ミルズとよく似て、彼の税法の知識で有名だった。1953年、彼は上院金融委員会で務め始め、1966年から共和党が上院の支配する1981年までは議長を務めた。彼の上院での任期中、ロングは法人の減税の強大な推進者で、かつては「もし資本主義をやるなら資本を持つようにしろと、私は説得されるようになった」と言っていた。これは富の集中に反対する運動をしてポピュリズムを勝ち取った彼の父、元ルイジアナ州知事で合衆国上院議員のヒューイ・ロングと非常に対照的であった。その一方でロングは、税制政策は政治的に最も力強い人口集団の金銭的利害に基づいている事を常に自覚しており、それは「税の修正とは、『私に税をかけるな、汝にもかけるな、木の向こうに隠れているアイツにかけろ』ということだ」という彼の皮肉で言い表されている。
合衆国の税法におけるロングの貢献は、低収入労働者家族の納税義務の削減に対処するための計画である、勤労所得税額減免を含んだ。彼はまた、大統領の選挙運動に出資している基金に1ドルの税金を割り当てる事を納税者に許容する支給を開始した。また、ルイス・ケルソとダニエル・モイニハンとの最低限所得保証についての重大な議論を行った。

### 上院での経歴
1948年の選挙の後、ロングは再選で接戦になる事は二度となかった。1962年、彼は民主党予備選挙で407,162票（80.2%）対100,843票（19.8%）の差で弁護士のフィルモン・A・"フィル"・セントアマントを破った。次に彼はシュリーヴポートの弁護士で会計士の共和党の対立候補テイラー・オハーンを、318,838票（75.6%）対103,066票（24.4%）で破った。セントアマントもオハーンも、右翼的な見地からロングに挑戦した。
ロングは、国の公立学校での人種分離撤廃を命じたブラウン対教育委員会裁判の判決を非難する、「サザン・マニフェスト」に署名した。その当時のディープ・サウス選出の上院議員の大部分と同様に、ロングは1964年公民権法を含む公民権の立法に対して反対票を投じ続けた。
1964年、ロングはルイジアナ州で公認候補のジョンソンとハンフリーを強く支持するテレビ演説を行う事で社会通念に逆らい、共和党のバリー・ゴールドウォーターとウィリアム・ミラーの選挙人に州で敗北した。しかしこの行為はロングの将来に何の衝撃も与えず、1968年、1974年、1980年と共和党は挑戦を辞退した。
民主党の上院議員連は1965年に彼を院内総務に任命したが、彼は激しく飲酒をするようになり上院の議事場で酔っぱらっているのをしばしば見られるようになった。ロングはこの時代に見られた多くの公共当局での飲酒問題の一例であった。彼は1969年にこのリーダーシップの地位を失いマサチューセッツ州選出のエドワード・ケネディに引き継がれた。後に彼は飲酒を止め、同僚たちの間の評判は元に戻った。彼は、最初にアレン・エレンダー、次に同じシュリーヴポート生まれのベネット・ジョンストン・ジュニアといった、彼のルイジアナ州の上院議員の同僚たち特に良い関係を持った。
1968年、ロングに対する共和党候補者と目されていた、イーストフェリシアナ郡の地区検事のリチャード・キルボーンが出馬を取り下げたため、同年ロングは対抗馬なしに出馬した。
1974年、ロングは民主党予備選挙において、ジェファーソン郡ウェストウェゴ出身の州保険長官シャーマン・A・バーナードを520,606票（74.7%）対131,540票（18.9%）で破った。バトンルージュ出身の州共和党議長ジェームズ・H・ボイスは議会季刊誌週報に、ルイジアナ州共和党は「圧倒的に少数派で地方選挙に出馬する十分な候補者を見つけられない」という、21世紀の初めまで党を苦しめた問題を語った。 ボイスは共和党がロングに挑戦する適任の候補者を見つけるのは難しいとした。彼は「いけにえの小羊」的な候補者を見つけたり、出馬の動きを体験させる事を止めさせ、「候補者の感情は傷ついている。我々は良い候補者を見つけて、彼に出資しなければならない」と言った。1974年秋、ボイスは、「ルイジアナ州共和党はウォーターゲート事件によって傷ついていない、なぜなら彼らには「失うものはほとんどない」からだ」と言った。しかしウォーターゲートは、南部の共和党のチャンスの喪失を引き起こした。
1980年、ロングはバトンルージュ出身の州下院議員、ルイス・ジェンキンスを、484,770票（57.6%）対325,922票（38.8%）で破った。ジェンキンスは同年の候補者が乱立する予備選では民主党員であったが、彼は後に共和党となり1996年にもう一度上院に出馬し、わずか4,000票ほどの差で負けた。1980年の選挙運動では、ロングの友人で同僚の、1976年に共和党副大統領指名候補になり1996年には大統領指名候補となるカンザス州共和党のボブ・ドールがジェンキンスの対抗に出馬したロングのテレビCMを削除し、ジェンキンスは1978年にもジョンストンに挑戦し負けていた。ドールとロングは同年それぞれ再選に出馬した。1980年の予備選は、ロングの名前がリストに上った最後の年であった。
1986年、クロウリー出身の民主党議員ジョン・ブローが、ロングの上院議席の後任に選出された。ブローは1975年から合衆国下院議員を務めていたバトンルージュ出身の共和党ヘンソン・ムーアと議席を争うこととなった。ブローは予備選挙ではムーアに肉薄されたものの、その後の総選挙で勝利を収めた。ブローは上院で3期を務め、ロングに匹敵する人気を得て政界を離れた。しかしブローは、ロングと異なり、後継者を確定しなかった。2004年にはニューオーリンズ郊外出身のデーヴィッド・ヴィッター議員の勝利により、この上院議席は共和党のものとなった。
ロングはルイジアナ州知事への出馬を推測されていたが、これを否定し、1987年に上院を引退した。 シュリーヴポート・ジャーナルの元編集者のスタンリー・タイナーは、「ロングは1986年の上院選には出馬しない、なぜならロングは共和党候補のヘンソン・ムーアに勝てないと考えているからだ」と語った。しかしロングは、「身体の具合が良いうちに上院を去りたい」と語った。その後もロングは人気ロビイストとしてワシントンD.C.に残った。

### 死
2003年5月、心臓病で死去。当時、ロングは1948年以前に上院議員であった者のうち、最後の存命人物であった。バトンルージュで行われた葬儀は、かつての同僚ベネット・ジョンストンの感動的な追悼の辞により、人々の記憶に残っている。

## 私生活
1939年6月にキャサリン・メイ・ハッティと結婚し、リタ・キャサリンとパメラの2人の娘を儲けた。後に離婚し、ノースカロライナ州出身の上院の職員のカロリン・バイソンと再婚した。